# Xin Barag Zuoqi
Xin Barag Zuoqi (nowa lewa chorągiew Barag; chiń. 新巴尔虎左旗; pinyin: Xīn Bā’ěrhǔ Zuǒ Qí) – chorągiew w północno-wschodnich Chinach, w regionie autonomicznym Mongolia Wewnętrzna, w prefekturze miejskiej Hulun Buir. W 1999 roku liczyła 39 877 mieszkańców.